# ヨハン・カール (プファルツ＝ゲルンハウゼン公)
ヨハン・カール（Johann Karl von Pfalz-Gelnhausen, 1638年10月17日 - 1704年2月21日）は、ドイツのプファルツ＝ビルケンフェルト家の一員で、プファルツ＝ゲルンハウゼン公。公式称号はライン宮中伯、バイエルン公、フェルデンツ伯及びシュポンハイム伯（Pfalzgraf bei Rhein, Herzog in Bayern, von Zweibrücken-Birkenfeld zu Gelnhausen, Graf zu Veldenz und zu Sponheim）。バイエルン公爵家の始祖。

## 生涯
プファルツ＝ビルケンフェルト＝ビシュヴァイラー公クリスティアン1世とその最初の妻でプファルツ＝ツヴァイブリュッケン＝フェルデンツ公ヨハン2世の娘であるマグダレーナ・カタリーナの間の末息子として、アルザス地方のビシュウィレー（現在のフランス領バ＝ラン県の都市）で生まれた。兄のクリスティアン2世と共に福音派の牧師で敬虔主義の創始者であるフィリップ・シュペーナーの教育を受け、長じてストラスブール大学で学んだ。さらに兄と一緒に5年間のグランドツアーに出かけ、フランス、オランダ、イングランド、スウェーデン、スイスの諸国を歴訪した。
ヨハン・カールはスウェーデン軍に仕官して騎兵連隊長となり、同族の又従兄であるスウェーデン王カール10世の統率下で対デンマーク戦争、さらにその後はハンガリーでの対トルコ戦争に従事した。後にオランダ軍に移り、1674年のセネフの戦い（Bataille de Seneffe）に従軍、さらに将軍の地位を与えられた。その後は軍務を離れ、所領のゲルンハウゼンに戻っている。ゲルンハウゼンは1681年と1683年の家内協定により、兄のクリスティアン2世から貸与された領地であり、ヨハン・カールは同市に居城を築いて暮らした。
1685年に母方の叔父にあたるプファルツ＝ツヴァイブリュッケン＝フェルデンツ公フリードリヒの娘で従妹にあたるゾフィー・アマーリエ（1646年 - 1695年）と結婚した。ゾフィーはホーエンローエ＝ヴァイカースハイム伯ジークフリートの未亡人であった。ゾフィーは1人娘をもうけたのみで亡くなった。
1696年7月28日、下級貴族のヴィッツレーベン男爵家出身のエスター・マリア・フォン・ヴィッツレーベン（1665年 - 1725年）と再婚した。これは明らかな貴賤結婚であり、兄のクリスティアン2世は相続協定を押し付けて弟とその息子達のプファルツ選帝侯位の継承権を剥奪した。しかしヨハン・カールは苦労を重ねて妻に帝国女伯（Reichsgräfin）の地位を確保したうえ、自身と息子達の継承権に関する相続協定を帳消しにした。
ヨハン・カールの死後、未亡人となったエスターは1708年、自身と息子達の地位を正嫡と認めるように帝国顧問官会議に上訴し、1715年に彼女自身と子供達がプファルツ系ヴィッテルスバッハ家の正統な成員としての権利を有すること、息子達はプファルツ選帝侯位の継承権者の列に加えられることを認めさせた。

## 子女
最初の妻ゾフィー・アマーリエとの間に娘を1人もうけた。
- マグダレーネ・ユリアーネ（1686年 - 1720年） - 1704年、シュレースヴィヒ＝ホルシュタイン＝ゾンダーブルク＝プレーン公ヨアヒム・フリードリヒと結婚

2番目の妻で身分違いの配偶者とされたエスター・マリアとの間には、3男2女の5人の子女をもうけた。妻と子供達は1715年にプファルツ＝ゲルンハウゼン公爵の正嫡の妻子としての全面的な地位・権利を認められた。
- フリードリヒ・ベルンハルト（1697年 - 1739年） - ゲルンハウゼン公
- ヨハン（1698年 - 1780年） - ゲルンハウゼン公
- シャルロッテ・カタリーナ（1699年 - 1785年） - 1745年、ゾルムス＝ブラウンフェルス侯フリードリヒ・ヴィルヘルムと結婚
- ヴィルヘルム（1701年 - 1760年） - ハプスブルク軍元帥
- ゾフィー・マリー（1702年 - 1761年） - 1722年、ロイス＝ゲーラ伯ハインリヒ25世と結婚